# Rhynchosciara mathildae
Rhynchosciara mathildae är en tvåvingeart som beskrevs av Breuer 1969. Rhynchosciara mathildae ingår i släktet Rhynchosciara och familjen sorgmyggor. Inga underarter finns listade i Catalogue of Life.